# Trattinnickia aspera
Trattinnickia aspera är en tvåhjärtbladig växtart som först beskrevs av Standley, och fick sitt nu gällande namn av Swart. Trattinnickia aspera ingår i släktet Trattinnickia och familjen Burseraceae. Inga underarter finns listade i Catalogue of Life.